# Пласенсія-де-Халон
Пласенсія-де-Халон (ісп. Plasencia de Jalón) — муніципалітет в Іспанії, у складі автономної спільноти Арагон, у провінції Сарагоса. Населення — 404 особи (2010).
Муніципалітет розташований на відстані близько 250 км на північний схід від Мадрида, 28 км на захід від Сарагоси.
На території муніципалітету розташовані такі населені пункти: (дані про населення за 2010 рік)
- Пласенсія-де-Халон: 380 осіб
- Ла-Вента: 24 особи

## Демографія
Динаміка населення (INE ):